# La Chapelle-Achard
Pour les articles homonymes, voir La Chapelle et Achard.
La Chapelle-Achard est une ancienne commune française et une commune déléguée de la commune nouvelle des Achards située dans le département de la Vendée, en région des Pays de la Loire.
Le statut de commune déléguée est supprimé à compter du 1er janvier 2024.

## Géographie
L’ancien territoire municipal de la Chapelle-Achard s'étend sur 2 184 hectares. L'altitude moyenne de la commune déléguée est de 38 mètres, avec des niveaux fluctuant entre 7 et 58 mètres,.
| Saint-Julien-des-Landes Vairé | La Mothe-Achard    | Sainte-Flaive-des-Loups |
| Saint-Mathurin                | La Chapelle-Achard |                         |
| Sainte-Foy (quadripoint)      | Grosbreuil         | Le Girouard             |

## Toponymie
Du nom de personne Achard, d'origine germanique. Durant la Révolution, la commune porte le nom de Belle-Chasse.
En poitevin, la commune est appelée La Chapéle-Achard.

## Histoire

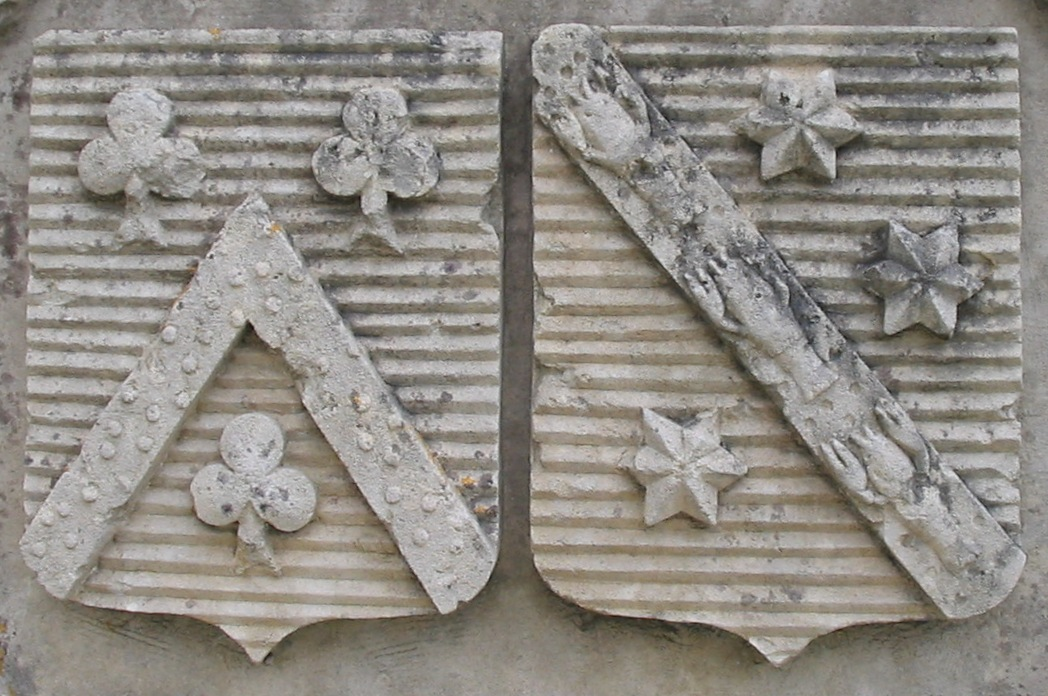
Deux blasons de La Chapelle-Achard en Vendée.

À la base d'une stèle supportant une statue religieuse, deux blasons gravés, ceux des familles :
- Aimeret de Gazeau : d'azur au chevron d'or accompagné de trois trèfles de même, deux en chef, et un en pointe ;
- et Le Pelletier d'Escrots d'Estrée : d'azur à la bande d'or chargée de trois écrevisses de gueules, accompagnée de trois molettes d'or à six raies, deux en chef et une accostée en pointe.

Inscription : A.L.Y.R.M.G. - 1884.
Les 6 lettres sont les initiales des donateurs et de leurs enfants, la date de 1884 est celle de la création du calvaire (source http://www.etesvouslivres.org/calvaire.html).

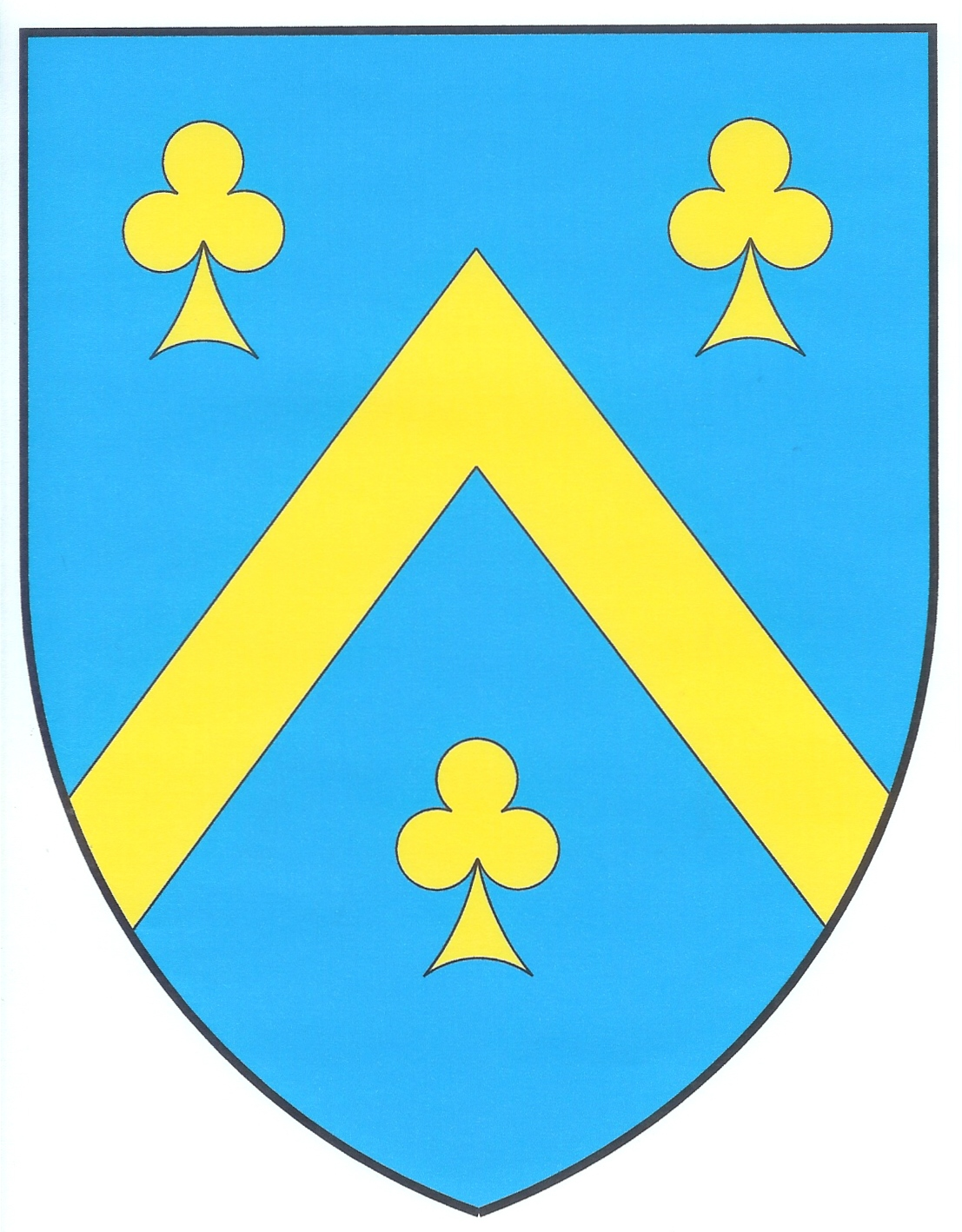
Blason de Aimeret de Gazeau.
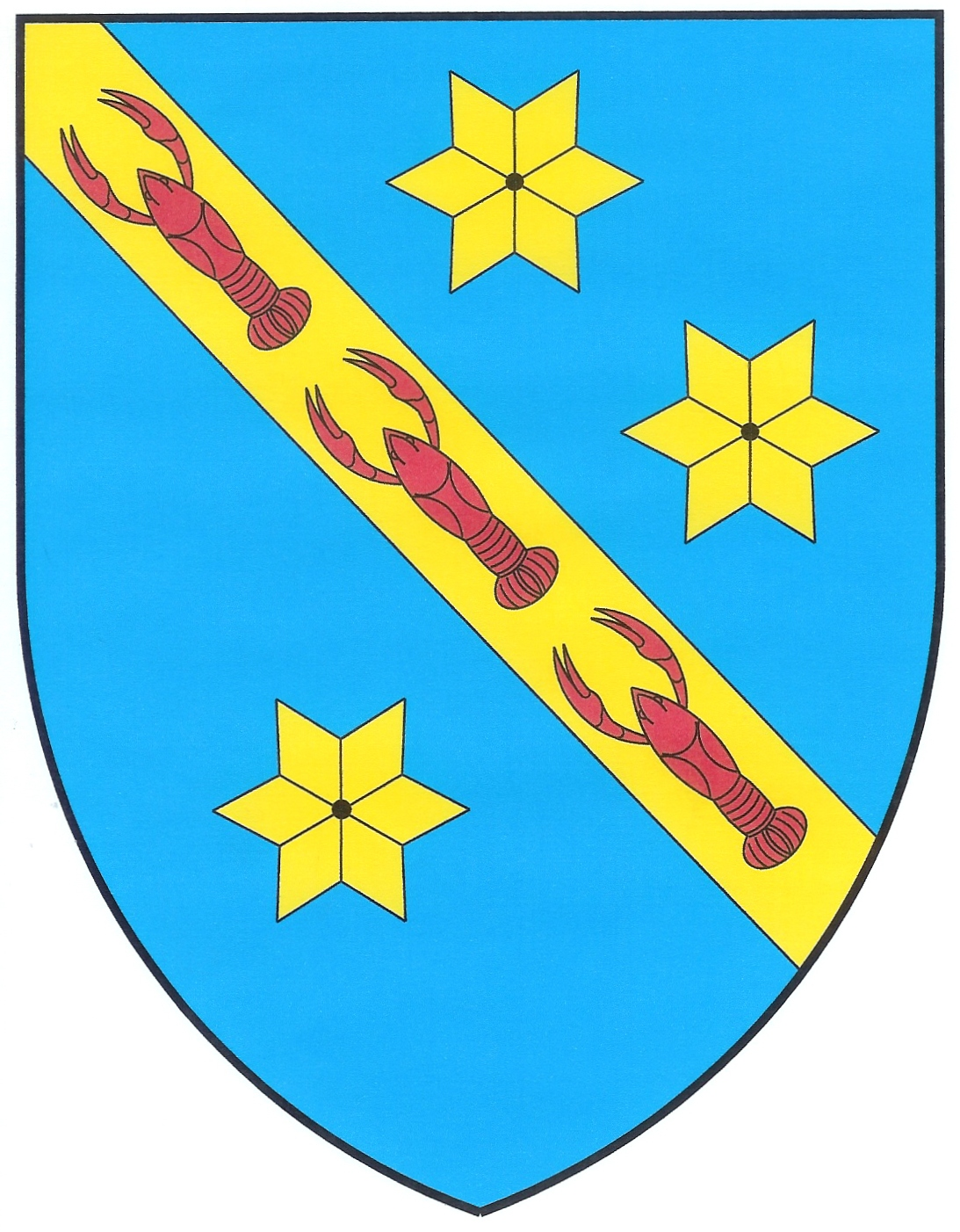
Blason de Le Pelletier d'Escrots d'Estrée.

Le 1er janvier 2017, La Chapelle-Achard devient une commune déléguée de la commune nouvelle Les Achards après fusion avec La Mothe-Achard.

## Politique et administration

### Liste des maires
| Période                                  | Période          | Identité           | Étiquette | Qualité  |
| ---------------------------------------- | ---------------- | ------------------ | --------- | -------- |
| 2001                                     | 28 avril 2014    | Gilles Lucas       |           |          |
| 28 avril 2014                            | 31 décembre 2016 | Jean-Luc Brianceau |           | Retraité |
| Les données manquantes sont à compléter. |                  |                    |           |          |

### Liste des maires délégués
| Période        | Période     | Identité           | Étiquette | Qualité  |
| -------------- | ----------- | ------------------ | --------- | -------- |
| 2 janvier 2017 | 25 mai 2020 | Jean-Luc Brianceau |           | Retraité |
| 25 mai 2020    | En cours    | Bertrand Burnaud   |           |          |

## Démographie

### Évolution démographique
L'évolution du nombre d'habitants est connue à travers les recensements de la population effectués dans la commune depuis 1793. À partir du 1er janvier 2009, les populations légales des communes sont publiées annuellement dans le cadre d'un recensement qui repose désormais sur une collecte d'information annuelle, concernant successivement tous les territoires communaux au cours d'une période de cinq ans. 
Pour les communes de moins de 10 000 habitants, une enquête de recensement portant sur toute la population est réalisée tous les cinq ans, les populations légales des années intermédiaires étant quant à elles estimées par interpolation ou extrapolation. Pour la commune, le premier recensement exhaustif entrant dans le cadre du nouveau dispositif a été réalisé en 2006,.
En 2015, la commune comptait 1 985 habitants, en évolution de +16,22 % par rapport à 2009 (Vendée : +5,7 %, France hors Mayotte : +2,49 %).
| 1793 | 1800  | 1806  | 1821 | 1831 | 1836 | 1841  | 1846  | 1851  |
| ---- | ----- | ----- | ---- | ---- | ---- | ----- | ----- | ----- |
| 925  | 1 400 | 1 140 | 902  | 993  | 914  | 1 011 | 1 147 | 1 241 |

| 1856  | 1861  | 1866  | 1872  | 1876 | 1881 | 1886 | 1891 | 1896 |
| ----- | ----- | ----- | ----- | ---- | ---- | ---- | ---- | ---- |
| 1 250 | 1 297 | 1 412 | 1 452 | 750  | 780  | 796  | 836  | 818  |

| 1901 | 1906 | 1911 | 1921 | 1926 | 1931 | 1936 | 1946 | 1954 |
| ---- | ---- | ---- | ---- | ---- | ---- | ---- | ---- | ---- |
| 813  | 839  | 853  | 815  | 798  | 769  | 784  | 719  | 770  |

| 1962 | 1968 | 1975 | 1982 | 1990 | 1999  | 2006  | 2011  | 2015  |
| ---- | ---- | ---- | ---- | ---- | ----- | ----- | ----- | ----- |
| 694  | 711  | 692  | 807  | 860  | 1 009 | 1 434 | 1 782 | 1 995 |

### Pyramide des âges
La population de la commune est relativement jeune. Le taux de personnes d'un âge supérieur à 60 ans (12,4 %) est en effet inférieur au taux national (21,6 %) et au taux départemental (25,1 %).
Contrairement aux répartitions nationale et départementale, la population masculine de la commune est supérieure à la population féminine (51,2 % contre 48,4 % au niveau national et 49 % au niveau départemental).
La répartition de la population de la commune par tranches d'âge est, en 2007, la suivante :
- 51,2 % d’hommes (0 à 14 ans = 25,1 %, 15 à 29 ans = 20,3 %, 30 à 44 ans = 26 %, 45 à 59 ans = 17,2 %, plus de 60 ans = 11,4 %) ;
- 48,8 % de femmes (0 à 14 ans = 23,7 %, 15 à 29 ans = 20,1 %, 30 à 44 ans = 25,9 %, 45 à 59 ans = 16,9 %, plus de 60 ans = 13,5 %).

| Hommes | Classe d’âge | Femmes |
| ------ | ------------ | ------ |
| 0,1    | 90 ans ou +  | 0,0    |
| 3,1    | 75 à 89 ans  | 4,9    |
| 8,2    | 60 à 74 ans  | 8,6    |
| 17,2   | 45 à 59 ans  | 16,9   |
| 26,0   | 30 à 44 ans  | 25,9   |
| 20,3   | 15 à 29 ans  | 20,1   |
| 25,1   | 0 à 14 ans   | 23,7   |

| Hommes | Classe d’âge | Femmes |
| ------ | ------------ | ------ |
| 0,4    | 90 ans ou +  | 1,2    |
| 7,3    | 75 à 89 ans  | 10,6   |
| 14,9   | 60 à 74 ans  | 15,7   |
| 20,9   | 45 à 59 ans  | 20,2   |
| 20,4   | 30 à 44 ans  | 19,3   |
| 17,3   | 15 à 29 ans  | 15,5   |
| 18,9   | 0 à 14 ans   | 17,4   |

## Lieux et monuments

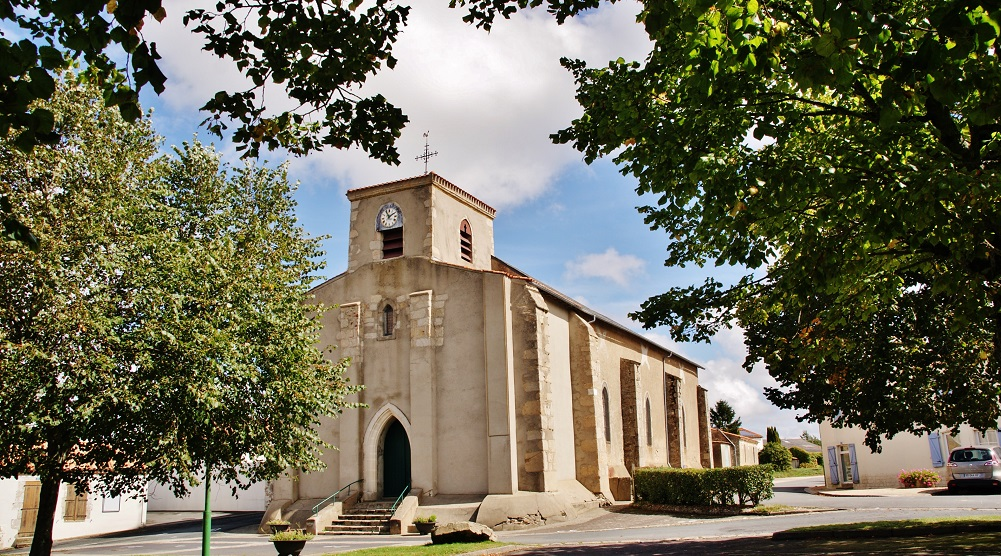
L'église Notre-Dame-de-l'Annonciation de La Chapelle-Achard.

- L'église paroissiale Notre-Dame-de-l'Annonciation, du XIe siècle. Depuis juin 2021, elle accueille une fois par mois pour y célébrer la liturgie, la nouvelle paroisse orthodoxe Saint-Nicolas des Sables-d'Olonne créée six mois auparavant[16] ; celle-ci est rattachée au vicariat Sainte-Marie-de-Paris-et-Saint-Alexis-d’Ugine, regroupant des paroisses de tradition russe au sein de la métropole orthodoxe grecque de France, cette dernière elle-même dépendant canoniquement du patriarcat œcuménique de Constantinople[17].